# Karol Kučera
Karol Kučera (født 4. marts 1974 i Bratislava, Tjekkoslovakiet) er en slovakisk tennisspiller, der blev professionel i 1992. Han har igennem sin karriere vundet 6 singletitler, og hans højeste placering på ATP's verdensrangliste er en 6. plads, som han opnåede i september 1998. Blandt Kučeras sejre er 2003-udgaven af Copenhagen Open i København. Her besejrede han i finalen Olivier Rochus fra Belgien.

## Grand Slam
Kučeras bedste Grand Slam-resultat i singlerækkerne kom ved Australian Open i 1998. Her nåede han frem til semifinalen, blandt andet via en sejr over den regerende mester Pete Sampras. I semifinalen måtte han dog bøje sig for tjekken Petr Korda, der sidenhed også vandt finalen.